# Granada Club de Fútbol 2014-2015
Questa voce raccoglie le informazioni riguardanti l'Granada Club de Fútbol nelle competizioni ufficiali della stagione 2014-2015.

## Maglie e sponsor
| Casa | Trasferta | Terza divisa |

## Rosa
Rosa e numerazione sono aggiornate al 7 settembre 2014.
| N. |                       | Ruolo | Calciatore                |
| -- | --------------------- | ----- | ------------------------- |
| 1  | Spagna (bandiera)     | P     | Oier Olazábal             |
| 2  | Camerun (bandiera)    | D     | Allan Nyom                |
| 3  | Portogallo (bandiera) | D     | Luís Martins              |
| 4  | Spagna (bandiera)     | C     | Fran Rico (vice capitano) |
| 5  | Spagna (bandiera)     | D     | Diego Maínz (capitano)    |
| 6  | Francia (bandiera)    | D     | Jean-Sylvain Babin        |
| 7  | Spagna (bandiera)     | C     | Héctor Yuste              |
| 8  | Spagna (bandiera)     | C     | Javi Márquez              |
| 9  | Marocco (bandiera)    | A     | Youssef El-Arabi          |
| 10 | Spagna (bandiera)     | C     | Piti                      |
| 11 | Spagna (bandiera)     | A     | Riki                      |
| 13 | Spagna (bandiera)     | P     | Roberto                   |
| 14 | Spagna (bandiera)     | A     | Eddy Silvestre            |
| 16 | Cile (bandiera)       | C     | Manuel Iturra             |
| 17 | Francia (bandiera)    | C     | Abdoul Sissoko            |
| 18 | Colombia (bandiera)   | A     | Jhon Córdoba              |

| N. |                               | Ruolo | Calciatore             |
| -- | ----------------------------- | ----- | ---------------------- |
| 20 | Spagna (bandiera)             | C     | Juan Carlos            |
| 21 | Spagna (bandiera)             | A     | Alfredo Ortuño         |
| 22 | Francia (bandiera)            | D     | Dimitri Foulquier      |
| 23 | Spagna (bandiera)             | A     | Rubén Rochina          |
| 24 | Colombia (bandiera)           | D     | Jeison Murillo         |
| 26 | Gambia (bandiera)             | C     | Sulayman Marreh        |
| 27 | Venezuela (bandiera)          | A     | Darwin Machís          |
| 29 | Nigeria (bandiera)            | A     | Isaac Success          |
| 35 | Macedonia del Nord (bandiera) | P     | Stole Dimitrievski     |
| 37 | Guinea (bandiera)             | A     | Alhassane Bangoura     |
|    | Argentina (bandiera)          | D     | Emanuel Insúa          |
|    | Spagna (bandiera)             | C     | Rubén Pérez del Mármol |
|    | Spagna (bandiera)             | D     | Cala                   |
|    | Guinea-Bissau (bandiera)      | D     | Marcelo Djaló          |
|    | Portogallo (bandiera)         | A     | Daniel Candeias        |

## Risultati

### Primera División

#### Girone d'andata
| Arbitro: | Iñaki Bikandi Garrido (Comitato Basco) |

|                       |           |               |
| Rochina 55’ Babin 77’ | Marcatori | 20’ Cavaleiro |

| Arbitro: | Ignacio Iglesias Villanueva (Comitato Gallego) |

|            |           |          |
| Lombán 91’ | Marcatori | 81’ Rico |

| Granada 14 settembre 2014, ore 21:00 CEST 3ª giornata | Granada                                      | 0 – 0 referto | Villarreal | Nuevo Los Cármenes (21.000 spett.)\| Arbitro: \| Carlos Del Cerro Grande (Comitato Madrileno) \| |
| Arbitro:                                              | Carlos Del Cerro Grande (Comitato Madrileno) |               |            |                                                                                                  |

| Arbitro: | José Antonio Teixeira Vitienes (Comitato Cántabro) |

|  |           |             |
|  | Marcatori | 39’ Córdoba |

| Arbitro: | Juan Martínez Munuera (Comitato valenzano) |

|                                                 |           |  |
| Neymar 26’, 44’, 66’ Rakitić 43’ Messi 62’, 82’ | Marcatori |  |

| Arbitro: | José Luis González (Comitato castiglianoleonese) |

|  |           |                                                 |
|  | Marcatori | 2’ C. Ronaldo 31’, 87’ J. Rodríguez 57’ Benzema |

| Arbitro: | Hernández Hernández |

|             |           |             |
| Success 89’ | Marcatori | 83’ Negredo |

| Arbitro: | Ignacio Iglesias Villanueva |

|                                    |           |  |
| Mandžukić 34’ (rig.) R. García 88’ | Marcatori |  |

#### Girone di ritorno
| Granada 14 febbraio 2015, ore 20:00 CET 23ª giornata | Granada    | 0 – 0 referto | Athletic Bilbao | Nuevo Los Cármenes (14.872 spett.)\| Arbitro: \| Clos Gomez \| |
| Arbitro:                                             | Clos Gomez |               |                 |                                                                |

| Arbitro: | Santiago Jaime Latre (Comitato aragonese) |

|                      |           |                                  |
| Fran Rico 53’ (rig.) | Marcatori | 25’ Rakitić 48’ Suárez 70’ Messi |

| Arbitro: | Jesús Gil Manzano (Comitato estremadura) |

|                                                                               |           |            |
| Bale 25’ C. Ronaldo 30’, 36’, 38’, 54’, 89’ Benzema 52’, 56’ Mainz 83’ (aut.) | Marcatori | 74’ Ibáñez |

| Arbitro: | Undiano Mallenco |

|                                                           |           |  |
| Javi Fuego 26’ Parejo 40’ (rig.) Feghouli 85’ Negredo 88’ | Marcatori |  |

| Granada 23 maggio 2015, ore 18:30 CEST 38ª giornata | Granada                     | 0 – 0 referto | Atlético Madrid | Nuevo Los Cármenes (28 848 spett.)\| Arbitro: \| José Luis González González \| |
| Arbitro:                                            | José Luis González González |               |                 |                                                                                 |

## Statistiche
Statistiche aggiornate al 23 maggio 2015.

### Statistiche di squadra
| Competizione | Punti | In casa | In casa | In casa | In casa | In casa | In casa | In trasferta | In trasferta | In trasferta | In trasferta | In trasferta | In trasferta | Totale | Totale | Totale | Totale | Totale | Totale | DR  |
| Competizione | Punti | G       | V       | N       | P       | Gf      | Gs      | G            | V            | N            | P            | Gf           | Gs           | G      | V      | N      | P      | Gf     | Gs     | DR  |
| ------------ | ----- | ------- | ------- | ------- | ------- | ------- | ------- | ------------ | ------------ | ------------ | ------------ | ------------ | ------------ | ------ | ------ | ------ | ------ | ------ | ------ | --- |
| Liga BBVA    | 35    | 19      | 4       | 10      | 5       | 13      | 17      | 19           | 3            | 4            | 12           | 16           | 47           | 38     | 7      | 14     | 17     | 29     | 64     | -35 |
| Totale       | -     | 19      | 4       | 10      | 5       | 13      | 17      | 19           | 3            | 4            | 12           | 16           | 47           | 38     | 7      | 14     | 17     | 29     | 64     | -35 |